# Choroba Abta-Letterera-Siwego
Choroba Abta-Letterera-Siwego (ang. Letterer-Siwe disease) – ostra złośliwa postać histiocytozy z komórek Langerhansa, występuje u dzieci w wieku poniżej 2 lat.
Rozpoczyna się gwałtownie wysoką gorączką, towarzyszą objawy ciężkiej posocznicy. Jeśli nie jest leczona, zejście śmiertelne następuje w ciągu tygodni lub miesięcy. Zmiany kostne występują tylko w postaci przewlekłej, i nie różnią się od zmian w chorobie Handa-Schuellera-Christiana.
Zespół opisali kolejno Erich Letterer w 1924, Sture August Siwe w 1933 i Arthur Frederick Abt z E. J. Denenholzem w 1936.